# Oksana Akinsjina
Oksana Aleksandrovna Akinsjina (ryska: Оксана Александровна Акиньшина), född 19 april 1987 i Leningrad  i Sovjetunionen, är en rysk skådespelare.

## Karriär
Vid tolv års ålder upptäcktes Oksana av den ryske filmregissören Sergej Bodrov, Jr, och hon gjorde 2001 sin debut i filmen Systrar. Hennes andra film, Lilja 4-ever, gav henne 2002 en European Film Award-nominering för bästa kvinnliga huvudroll. Dessutom fick hon för filmen också en svensk Guldbagge för bästa kvinnliga huvudroll.

## Filmografi, i urval
- 2001 – Systrar (regi: Sergej Bodrov, Jr)
- 2002 – Lilja 4-ever (regi: Lukas Moodysson)
- 2004 – The Bourne Supremacy (regi: Paul Greengrass)
- 2004 – Het Zuiden (regi: Martin Koolhoven)
- 2006 – Volkodav iz roda serych psov (regi: Nikolaj Lebedev)
- 2006 – Moscow Zero (regi: María Lidón)
- 2008 – Hipsters (regi: Valerij Todorovskij)